# Красивый (Белгородская область)
Красивый — посёлок в Волоконовском районе Белгородской области России. В составе Староивановского сельского поселения.

## Название
Ойконим относится к группе редких в Белгородской области, использующих субъективно-оценочные признаки.

## География
Посёлок расположен в восточной части Белгородской области, в 8,4 км по прямой к северо-западу от районного центра Волоконовки.
Единственная улица посёлка носит название, созвучное с названием населённого пункта, — Красивая.

## Население
| 2002 | 2010 |
| ---- | ---- |
| 20   | ↘19  |